# Шапинба
Шапинба́ (кит. упр. 沙坪坝, пиньинь Shāpíngbà) — район городского подчинения города центрального подчинения Чунцин (КНР).

## История
В 1939 году эти земли были переданы под юрисдикцию Чунцина из состава уезда Ба, и на них был образован район Шаци (沙磁区). В 1940 году он был разделён на 13-й и 14-й районы. В годы войны с Японией сюда было эвакуировано много высших учебных заведений из других частей Китая.
В 1950 году 13-й и 14-й районы были объединены в 3-й район. В 1955 году 3-й район был переименован в район Шапинба.

## Административно-территориальное деление
Район Шапинба делится на 14 уличных комитетов и 11 посёлков.

## Экономика
В районе расположены Бондовая зона Чунцина (Chongqing Bonded Area) и Международный логистический хаб (Chongqing International Logistics Hub). Отсюда грузовые поезда и автомобили доставляют контейнеры через Нинся и Синьцзян в Центральную Азию и Восточную Европу, а также в морские порты Гуанси и Вьетнама, города провинций Гуйчжоу и Юньнань. Среди основных статей экспорта — автомобили, автозапчасти, аккумуляторы, ноутбуки, солнечные панели, чай, фрукты, соки и вино.
В 2024 году объем грузов, перевезенных через Чунцин по торговому коридору, составил 251,8 тыс. стандартных контейнеров (TEU), а общая стоимость грузов достигла 46,7 млрд юаней (около 6,4 млрд долл. США), что на 41 % и 67 % больше, чем в предыдущем году. Число поездов, прошедших в рамках железнодорожно-морских мультимодальных перевозок через торговый коридор, выросло с более чем 900 в 2019 году до более чем 10 000 в 2024 году.